# مطار بنجاب
مطار بنجاب (بالإنجليزية: Panjab Airport)‏ (إيكاو: OAPJ) هو مطار للاستخدام العام يقع بالقرب من بنجاب في باميان في أفغانستان.

## روابط خارجية
- سجل المطار لمطار بانجاب في Landings.com.